# Med Express
Il Med Express è un Ro-Ro appartenente alla compagnia di navigazione turca Ams Line Shipping Company.

## Servizio
Varato nel 1993 nel cantiere navale Sudostroitelnyy Zavod Severnaya Verf di San Pietroburgo con il nome di Lutsk e mai completato, viene venduto nel 1999 ai cantieri navali Palumbo di Napoli, dove viene completato e ribattezzata Regal Star.
Nel marzo del 2000 viene consegnato alla MCL Srl e prende servizio nei collegamenti tra Savona e Catania.
Nel settembre del 2000 viene noleggiato alla Grimaldi Lines e prende servizio nei collegamenti tra Salerno, Palermo e Valencia.
Nel dicembre del 2003 viene venduto alla Tallink ed il 13 marzo 2004 prende servizio nei collegamenti tra Paldiski e Kappelskär.
Nel marzo del 2006 viene trasferito nei collegamenti merci tra Helsinki e Tallinn.
Il 12 dicembre 2006 entra in collisione con la banchina del porto di Helsinki, riportando danni al portellone. Successivamente alle riparazioni, torna in servizio nel gennaio del 2007 nei collegamenti tra Paldiski e Kappelskär.
Dal 16 giugno al 31 ottobre 2010 opera nei collegamenti tra Stoccolma e Turku. Il giorno 
successivo fa ritorno sulla propria rotta.
Nel giugno del 2017 viene sottoposto ad importanti lavori di ristrutturazione, durante i quali vengono aggiunte numerose cabine.
Il 30 ottobre 2018, poco dopo la partenza da Kappelskär, finisce alla deriva a causa di un'avaria ai motori, andando ad appoggiarsi al faro di Remmargrund, distrutto dall'impatto con la nave.
Il 19 aprile 2022 viene trasferito nei collegamenti tra Helsinki e Muuga.
Dal 30 giugno all'11 luglio 2022 opera nei collegamenti tra Paldiski e Kappelskär. Il giorno successivo torna in servizio sulla propria rotta.
Successivamente viene trasferito di nuovo sulla Paldiski-Kappelskär, dove opera fino al 9 febbraio 2025, giorno in cui salpa per Tallinn, dove viene disarmato e messo in vendita.
Il 6 agosto 2025, dopo mesi in disarmo nel porto della capitale estone, ne viene annunciata la cessione alla turca Ams Line Shipping Company.
Il 12 agosto issa bandiera di San Marino e viene ribattezzato Med Express.